# Ghiacciaio Gopher
Il ghiacciaio Gopher (in inglese Gopher Glacier) è un ghiacciaio situato sulla costa di Eights, nella Terra di Ellsworth, in Antartide. Il ghiacciaio, il cui punto più alto si trova a circa 1.200 m s.l.m., fluisce verso nord discendendo dalle cime Christoffersen e scorrendo tra il duomo Bonnabeau e il duomo Anderson, nelle montagne di Jones.

## Storia
Il ghiacciaio Gopher è stato mappato e battezzato dal reparto dell'Università del Minnesota che ha esplorato le montagne di Jones nella spedizione del 1960-61; il nome scelto, "Ghoper", ossia "citello" il inglese, deriva da "Ghoper State", il soprannome dello stato del Minnesota.